# لوري كيلي
لوري كيلي (بالإنجليزية: Laurie Kelly)‏ (28 أبريل 1925 بولفرهامبتن في المملكة المتحدة - 1972 في المملكة المتحدة) هو لاعب كرة قدم بريطاني (وحمل سابقاً جنسية المملكة المتحدة لبريطانيا العظمى وأيرلندا) في مركز الدفاع. لعب مع هدرسفيلد تاون ووولفرهامبتون واندررز ونونيتون بورو ‏.

## وصلات خارجية
- لوري كيلي على موقع قاعدة بيانات كرة القدم.إي يو (الإنجليزية)